# Pieschen (Stadtbezirk)

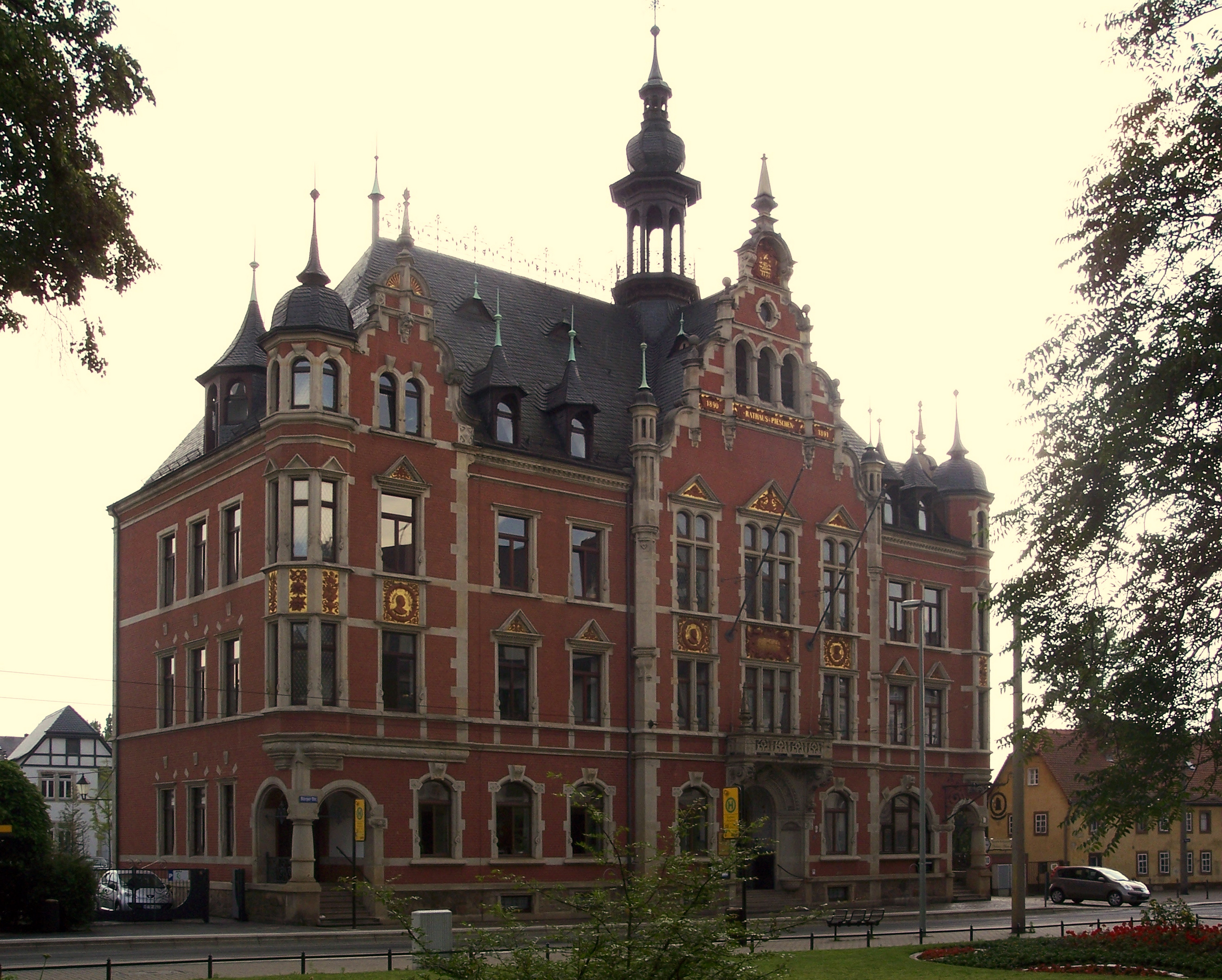
Rathaus Pieschen

Der Stadtbezirk Pieschen ist der nordwestliche Stadtbezirk der sächsischen Landeshauptstadt Dresden. Mit Wirkung vom 13. September 2018, dem Tag der öffentlichen Bekanntmachung der entsprechenden Hauptsatzungsänderung, ersetzte die Bezeichnung Stadtbezirk die ursprüngliche Bezeichnung Ortsamtsbereich. Entsprechend wurden aus Ortsbeirat, Ortsamt und Ortsamtsleiter die neuen Bezeichnungen Stadtbezirksbeirat, Stadtbezirksamt und Stadtbezirksamtsleiter.

## Gliederung
Der Stadtbezirk gliedert sich in folgende fünf statistische Stadtteile:
- Pieschen-Süd mit Leipziger Vorstadt-West (Neudorf), bestehend aus Teilen Pieschens und der westlichen Leipziger Vorstadt (Neudorf)
- Mickten mit Trachau-Süd, Übigau und Kaditz-Süd, bestehend aus Mickten, Übigau, dem Süden von Kaditz und Alttrachau
- Kaditz, Standort des Einkaufszentrums Elbe-Park
- Trachau
- Pieschen-Nord/Trachenberge mit Leipziger Vorstadt-Nordwest, bestehend aus Trachenberge sowie dem Norden von Pieschen und dem Nordwesten der Leipziger Vorstadt

Diese Art der Gliederung besteht seit 1991. Zuvor war der Stadtbezirk Teil des Stadtbezirks Dresden-Nord. Der Stadtbezirk Pieschen befindet sich im Nordwesten von Dresden. Neben der Elbe im Süden und Westen wird er vom Stadtbezirk Neustadt im Osten und dem Stadtbezirk Klotzsche im Nordosten begrenzt. Nördlich schließt sich die Gemeinde Moritzburg, nordwestlich die Große Kreisstadt Radebeul an.

## Politik
Bis 2014 richtete sich die Sitzverteilung im Stadtbezirksbeirat nach der Stimmverteilung bei der Stadtratswahl im Stadtbezirk. Seit 2019 wird der Stadtbezirksbeirat direkt von den Bürgerinnen und Bürgern des Stadtbezirks gewählt.
| Stadtbezirksbeiratswahl Pieschen 2024Wahlbeteiligung: 68,3 %3020100 13,7 %12,1 %21,0 %15,6 %12,0 %5,8 %2,2 %3,7 %5,0 %5,7 %1,9 %1,2 % GrüneLinkeAfDCDUSPDFWFDPPARTEIPiratenTZ/BS24DissDDFBD | Sitzverteilung im Stadtbezirksbeirat Pieschen seit 2024Insgesamt 19 Sitze - Linke: 3 - Grüne: 3 - PARTEI: 1 - Piraten: 1 - SPD: 2 - FW: 1 - TZ/BS24: 1 - CDU: 3 - AfD: 4 |

### Sitzverteilung seit 2004
| Jahr | Grüne | Linke | AfD | CDU | SPD | FWD | FDP | FBD | NPD | Piraten | Sonstige                  | Gesamt |
| ---- | ----- | ----- | --- | --- | --- | --- | --- | --- | --- | ------- | ------------------------- | ------ |
| 2004 | 2     | 4     | –   | 4   | 1   | –   | 2   | –   | –   | –       | BüLi, NB: je 1            | 15     |
| 2009 | 3     | 2     | –   | 4   | 2   | –   | 2   | 1   | 1   | –       | –                         | 15     |
| 2014 | 3     | 4     | 1   | 5   | 2   | –   | 1   | 1   | 1   | 1       | –                         | 19     |
| 2019 | 4     | 4     | 4   | 3   | 2   | 1   | 1   | –   | –   | –       | –                         | 19     |
| 2024 | 3     | 3     | 4   | 3   | 2   | 1   | -   | -   | -   | 1       | Die PARTEI, TZ/BS24: je 1 | 19     |

### Wahlen
Bei den Stadtratswahlen bildet der Stadtbezirk Pieschen einen Wahlkreis:
- Wahlkreis 4 – Kaditz, Mickten, Pieschen, Stadt Neudorf, Trachau, Trachenberge, Übigau

## Entwicklung der Einwohnerzahl
| Jahr | Einwohner |
| ---- | --------- |
| 1990 | 44.737    |
| 1991 | 44.417    |
| 1992 | 43.688    |
| 1993 | 43.265    |
| 1994 | 42.265    |
| 1995 | 41.457    |
| 1996 | 40.310    |
| 1997 | 39.697    |
| 1998 | 39.362    |
| 1999 | 40.204    |

| Jahr | Einwohner |
| ---- | --------- |
| 2000 | 41.681    |
| 2001 | 42.658    |
| 2002 | 43.123    |
| 2003 | 43.923    |
| 2004 | 44.853    |
| 2005 | 45.348    |
| 2006 | 46.595    |
| 2007 | 47.596    |
| 2008 | 48.618    |
| 2009 | 49.657    |

| Jahr | Einwohner |
| ---- | --------- |
| 2010 | 50.445    |
| 2011 | 51.174    |
| 2012 | 52.053    |
| 2013 | 52.770    |
| 2014 | 53.125    |
| 2015 | 53.200    |
| 2016 | 53.341    |
| 2017 | 53.532    |
| 2018 | 53.999    |
| 2020 | 53.831    |

## Stadtbezirksamt
Das durch die Architekten Schilling & Graebner errichtete Rathaus Pieschen an der Bürgerstraße ist der Sitz des Stadtbezirksamts.